# 福岡県道780号黒崎開濃施線
福岡県道780号黒崎開濃施線（ふくおかけんどう780ごう くろさきびらきのせせん）は、福岡県みやま市を通る一般県道である。

## 概要
みやま市高田町黒崎開からみやま市高田町濃施に至る。全線で片側1車線が確保されている（終点近くに片側2車線区間もある）。

### 路線データ
- 起点：福岡県みやま市高田町黒崎開（開交差点、福岡県道・佐賀県道18号大牟田川副線交点）
- 終点：福岡県みやま市高田町濃施（JR渡瀬駅前交差点、国道208号交点、福岡県道726号渡瀬停車場線終点）

## 路線状況

### 道路施設

#### 橋梁
- 東西小路橋（みやま市）
- 濃施大橋（楠田川、みやま市）

## 地理

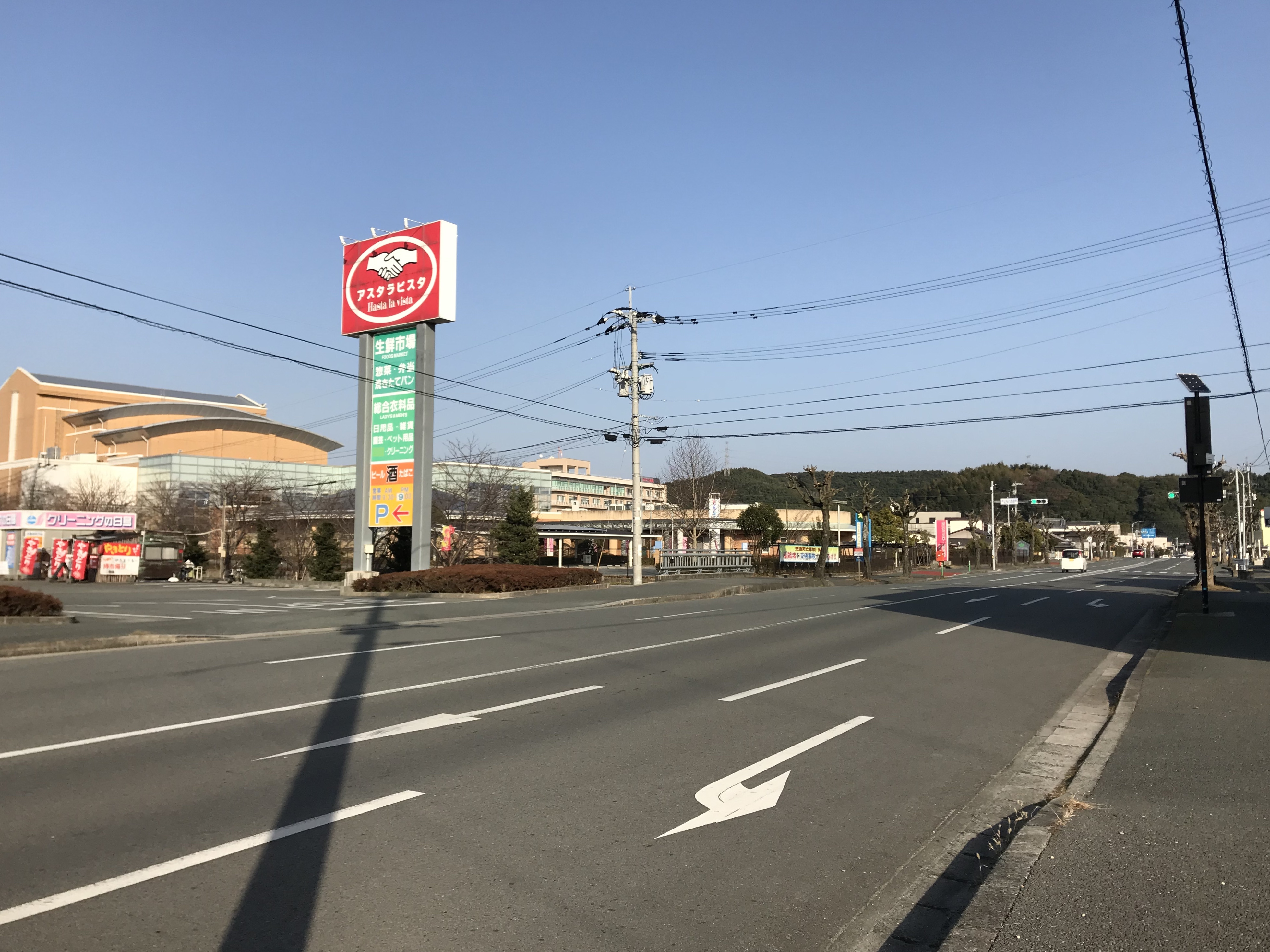
みやま市文化施設「まいピア高田」前

### 通過する自治体
- みやま市

### 交差する道路
| 交差する道路                                       | 交差する場所 | 交差する場所            |
| -------------------------------------------------- | ------------ | ----------------------- |
| 福岡県道・佐賀県道18号大牟田川副線                 | 高田町黒崎開 | 開交差点 / 起点         |
| 国道208号 国道209号 重複 福岡県道726号渡瀬停車場線 | 高田町濃施   | JR渡瀬駅前交差点 / 終点 |

### 交差する鉄道
- 西鉄天神大牟田線

### 沿線
- 有明海沿岸道路
- 西鉄天神大牟田線 開駅
- JR九州鹿児島本線 渡瀬駅